# 爵誉村
26°53′46″N 114°43′30″E / 26.89611°N 114.72500°E
爵誉村位于中国江西省泰和县螺溪镇，地处牛吼江东南岸，共有近五百户人家，约三千人口，村民以周、康、张、萧、胡五姓为主。
爵誉原称“龙源”，周氏和康氏两族在唐末迁居此地，其中南唐金陵监察御使周矩到此地后，创建槎滩陂，是古代江西规模最大的水利工程。宋朝时，周氏出了“一门四进士”：周倚、周伦、周僭三兄弟及侄周庆章。后又有周中和中了进士，并被仁宗赐名周中复。同时，康氏出了一位大将军康友政，被赐名为康航川。一村中出了这么多文臣武将，被皇帝誉为“爵崇誉隆”，后村名遂演变为“爵誉”。历代中进士者共有42人之多。
爵誉村曾有大小宗祠近五十座、庙宇二十多座，现存周氏宗祠（久大堂）、康氏宗祠（孝德堂）、宝诰堂、佥宪坊、成德堂、国师大夫等二十多座宗祠和庙宇。另外还有大量保存较好的古民居。